# Youth Brigade
Youth Brigade é um trio de música punk do sul da Califórnia formado em 1980 pelos irmãos Mark Stern, Adam Stern e Shawn Stern. A banda posteriormente fundou a BYO (Better Youth Organization), que serviu como a sua gravadora e como uma declaração de seu posicionamento para com os jovens envolvidos na subcultura punk, que era geralmente simpática e menos sensacionalista do que a visão geral apresentada na mídia.

## História

### Início (pré-1980)
O Youth Brigade era um power trio composto pelos três irmãos Stern: Shawn (guitarra/voz), Mark (baixo) e Adam (bateria). Sua família se mudou do Canadá para Los Angeles, onde o pai Stern trabalhou na indústria cinematográfica (daí a letra "...actually, we're from Canada" - "... na verdade, somos no Canadá"). Os irmãos eram surfistas que tocavam em algumas bandas cover, até o punk rock tocá-los em 1978. Sua primeira banda, o Extremes, tinha como característica o vocal de Shawn com um falso sotaque britânico. No final de 1979, o dois irmãos Stern mais velhos (Shawn e Mark) se mudaram para uma gigante casa de festas punk apelidada de "Skinhead Manor", próxima da Hollywood High School.

### Primórdios (1980-1981)
Os três irmãos foram diplomados na Beverly Hills High School, em Beverly Hills, Califórnia. Eles formaram o Youth Brigade no verão de 1980 em Hollywood, Califórnia, em meio a explosão da cena punk do sul da Califórnia. A filosofia básica da banda é que a "juventude" é uma atitude, não uma época, e que cada geração tem a responsabilidade de mudar o que eles sentem que está errado no mundo. É com esses ideais em mente que a banda começou e que os irmãos mais velhos Shawn e Mark formaram a Better Youth Organization em 1982.
Em seu primeiro ano de existência o Youth Brigade foi um sexteto, mas realizou o seu primeiro show como um trio na Véspera de Ano-Novo de 1981, na discoteca Godzilla. Eles faziam parte do grande espetáculo "Youth Movement '82" da BYO, realizado no Hollywood Palladium, onde 3.500 pessoas apareceram no início de fevereiro para assistir às atrações, todas oriundas de Los Angeles.

### Sound & Fury (1982–1983)
No verão de 1982, após gravar três faixas para o primeiro lançamento da BYO, Someone Got Their Head Kicked In, o Youth Brigade estabeleceu-se em um grande ônibus escolar amarelo para uma ambiciosa turnê por trinta cidades norte-americanas com os companheiros de banda punk Social Distortion. O filme de 1984, Another State of Mind, retrata o evento.[carece de fontes?]
Após cerca de trinta espetáculos e vários colapsos, eles voltaram para casa para gravar seu primeiro álbum, Sound & Fury, com o famoso produtor Thom Wilson (D.O.A., T.S.O.L. e, posteriormente, The Offspring e The Bouncing Souls). Uma versão prematura do álbum foi prensada antes da turnê, mas a prensagem foi interrompida em 800 exemplares, pois a banda não estava satisfeita com a qualidade do material e da produção. Uma versão totalmente nova foi gravada e lançada em junho de 1983, seguida por uma turnê com cinquenta apresentações pela América do Norte durante o verão.

### Anos finais e saída de Adam (1984-1987)
Após ter obtido um acordo de licenciamento para Sound & Fury na Inglaterra, foram feitos planos para uma turnê pela Europa no segundo semestre de 1984. Eles lançaram um EP com três canções, What Price Happiness?, na primavera de 1984 e, em seguida, fizeram cerca de cinquenta apresentações pelos Países Baixos, Alemanha, França, Espanha, Itália, Iugoslávia, Polônia e Inglaterra e foram uma das primeiras bandas independentes estadunidenses a excursionar pelo "underground" da Europa e países orientais. Após essa turnê, o irmão mais novo e baixista Adam decidiu voltar para a escola de arte e terminar o curso. A banda gravou seu último show em junho de 1985 no Fenders Ballroom, em Long Beach, Califórnia, e essas faixas foram lançadas em edições italianas e francesas, bem como na coletânea Sink With Kalifornija. Os irmãos Shawn e Mark continuaram como "The Brigade" por cerca de dois anos após a saída de Adam.

### Reunião (1991-atualmente)
Em 1991, ao encontrarem-se em um bar em Hamburgo, Mark e Adam expressaram o desejo de reformar o Youth Brigade para uma turnê e Shawn concordou. Quando eles voltaram para casa em janeiro de 1992, começaram a trabalhar em material novo e fizeram um show no Whisky A Go-Go, em Hollywood, no final de abril.
Eles gravaram seis músicas em julho no Westbeach Studios para o seu EP Come Again. Em meados de setembro a Youth Brigade novamente arrumou as malas para uma turnê pela Europa. A turnê abrangeu Alemanha, Suécia, Noruega, Dinamarca, Suíça, França, Espanha, Itália, Tchecoslováquia e Polônia.
Mais de dez anos após sua estreia, a banda gravou o álbum Happy Hour no Westbeach Studios e o lançou em março de 1994. Logo depois eles adicionaram o ex-Cadillac Tramps, U.S. Bombs e atual guitarrista do Social Distortion, Jonny "2 Bags" Wickersham, e registraram o próximo álbum, To Sell the Truth, em abril de 1996. O álbum foi produzido por Steve Kravac (Less Than Jake, MxPx) e mixado pelo amigo de longa data Thom Wilson (Offspring, Bouncing Souls). Em 1996, a banda também contribuiu, juntamente com Cuca, para o álbum beneficente Silencio=Muerte: Red Hot + Latin produzido pela Red Hot Organization.
Em 1998 a banda voltou ao estúdio para gravar uma canção de 30 segundos para a compilação Short Music for Short People da Fat Wreck Chords. A canção foi gravada na sala de um amigo e trouxe de volta toda a energia crua que faltava em gravações anteriores. O som cru foi tão bem recebido que a banda decidiu abandonar a sonoridade com alta produção e voltar ao básico. Em meados de 1999, eles entraram em estúdio para gravar seis novas faixas para o Volume 2 da série BYO Records Split. O outro lado do álbum foi gravado pelos punks do norte da Califórnia Swingin' Utters. O álbum recebeu excelentes críticas, afirmando que este era o melhor registo do Youth Brigade.
Em 2009, Jeff Alulis (também conhecido como Jeff Penalty)[carece de fontes?] e Ryan Harlin dirigiram e produziram o documentário "Let Them Know: The Story of Youth Brigade and BYO Records", que foi oficialmente selecionado para o Festival de Filmes Independentes de São Francisco de 2009.
O Youth Brigade está atualmente trabalhando em um novo álbum, que tem lançamento previsto para 2011. Uma vez lançado, ele será o primeiro álbum de estúdio desde To Sell the Truth, lançado em 1996.

## Discografia

### Álbuns de estúdio
- Sound & Fury (1982; relançado em 1983 com uma diferente lista de faixas)
- The Dividing Line (1986) (como The Brigade)
- Happy Hour (1994)
- To Sell the Truth (1996)
- BYO Split Series Vol. 2 (1999)

### EPs
- Sound & Fury (1982)
- What Price Happiness? (1984)
- Come Again (1992)

### Coletâneas
- Silencio=Muerte: Red Hot + Latin (1996)
- Sink With Kalifornija (1994)
- Out of Print (1998) (relançamento da versão de 1982 de Sound & Fury, mais faixas bônus)
- A Best of Youth Brigade (2002)